# Weimar (Teksas)
Weimar – miasto w Stanach Zjednoczonych, w stanie Teksas, w hrabstwie Colorado.